# Бурдел
за остале употребе погледајте Бурдел (вишезначна одредница)
Бурдел (фр. Bourdelles) насеље је и општина у југозападној Француској у региону Аквитанија, у департману Жиронда која припада префектури Лангон.
По подацима из 2011. године у општини је живело 111 становника, а густина насељености је износила 15,72 становника/km². Општина се простире на површини од 7,06 km². Налази се на средњој надморској висини од 14 метара (максималној 40 m, а минималној 7 m).

## Демографија
| 1962. | 1968. | 1975. | 1982. | 1990. | 1999. | 2011. |
| ----- | ----- | ----- | ----- | ----- | ----- | ----- |
| 206   | 232   | 187   | 159   | 119   | 107   | 111   |

График промене броја становника у току последњих година